# 바제라빌
바제라빌(프랑스어: Bâgé-la-Ville)은 프랑스 동부 앵주에 위치한 코뮌 중 하나이다.

## 지리
브레스의 중심부에 있으며, 부르강브레스와 마콩 사이에 위치한다.
앵주에서 가장 큰 코뮌이다.

## 인구
| 연도 | 인구  | ±%    |
| ---- | ----- | ----- |
| 2004 | 2,532 | —     |
| 2006 | 2,623 | +3.6% |
| 2007 | 2,756 | +5.1% |
| 2008 | 2,866 | +4.0% |
| 2009 | 2,975 | +3.8% |
| 2010 | 3,040 | +2.2% |
| 2011 | 3,114 | +2.4% |
| 2012 | 3,130 | +0.5% |
| 2013 | 3,154 | +0.8% |
| 2014 | 3,177 | +0.7% |
| 2015 | 3,177 | +0.0% |
| 2016 | 3,208 | +1.0% |

## 같이 보기
- 앵 주의 코뮌 목록